# Murillo de Río Leza
Murillo de Río Leza est une commune de la communauté autonome de La Rioja, en Espagne. Elle est située entre les rives des rivières Leza et Jubera.

## Démographie
| 1900  | 1910  | 1920  | 1930  | 1940  | 1950  | 1960  | 1970  | 1981  |
| ----- | ----- | ----- | ----- | ----- | ----- | ----- | ----- | ----- |
| 2 030 | 1 846 | 1 908 | 1 927 | 2 095 | 2 158 | 2 006 | 2 011 | 2 012 |

| 1991  | 2001  | 2011  | - | - | - | - | - | - |
| ----- | ----- | ----- | - | - | - | - | - | - |
| 1 611 | 1 360 | 1 699 | - | - | - | - | - | - |

## Administration

### Conseil municipal
La ville de Murillo de Río Leza comptait 1 629 habitants aux élections municipales du 26 mai 2019. Son conseil municipal (en espagnol : Pleno del Ayuntamiento) se compose donc de 9 élus.
| Parti | Parti                                    | Voix | %       | Élus  |
| ----- | ---------------------------------------- | ---- | ------- | ----- |
|       | Parti socialiste ouvrier espagnol (PSOE) | 616  | 63,24 % | 6 / 9 |
|       | Parti populaire (PP)                     | 358  | 36,76 % | 3 / 9 |

### Liste des maires
| Mandat    | Maire | Maire                         | Parti |
| --------- | ----- | ----------------------------- | ----- |
| 1979-1983 |       | ?                             | PSOE  |
| 1983-1987 |       | ?                             | PSOE  |
| 1987-1991 |       | ?                             | PSOE  |
| 1991-1995 |       | ?                             | PSOE  |
| 1995-1999 |       | ?                             | PP    |
| 1999-2003 |       | ?                             | PSOE  |
| 2003-2007 |       | ?                             | PSOE  |
| 2007-2011 |       | José Ángel Lacalzada Esquivel | PSOE  |
| 2011-2015 |       | Sergio Esteban Rodriguez      | PP    |
| 2015-2019 |       | José Ángel Lacalzada Esquivel | PSOE  |
| 2019-2023 |       | José Ángel Lacalzada Esquivel | PSOE  |

## Sport
La commune fut le siège du CV Murillo, club de volley-ball féminin, entre 2004 et 2014, avant que celui-ci ne déménage à Logroño et change alors de nom.

## Jumelage
- Excideuil (France) depuis 1994

## Personnalités liées à la commune
- Pablo Pinillos (1974-), footballeur, né à Murillo de Río Leza.
- Elena Esteban (1982-), volleyeuse, née à Murillo de Río Leza.